# Prolagus
Prolagus ist eine ausgestorbene Säugetiergattung der mit den Pfeifhasen (Ochotonidae) verwandten Prolagidae innerhalb der Hasenartigen (Lagomorpha).

## Alter und Fundorte
Die Arten der Gattung Prolagus traten mit Beginn des frühen Miozän erstmals in Europa auf.

## Systematik
Prolagus ist die einzige Gattung der Familie Prolagidae innerhalb der Hasenartigen. Einzelne Autoren betrachten sie als Unterfamilie der Ochotonidae.

### Arten

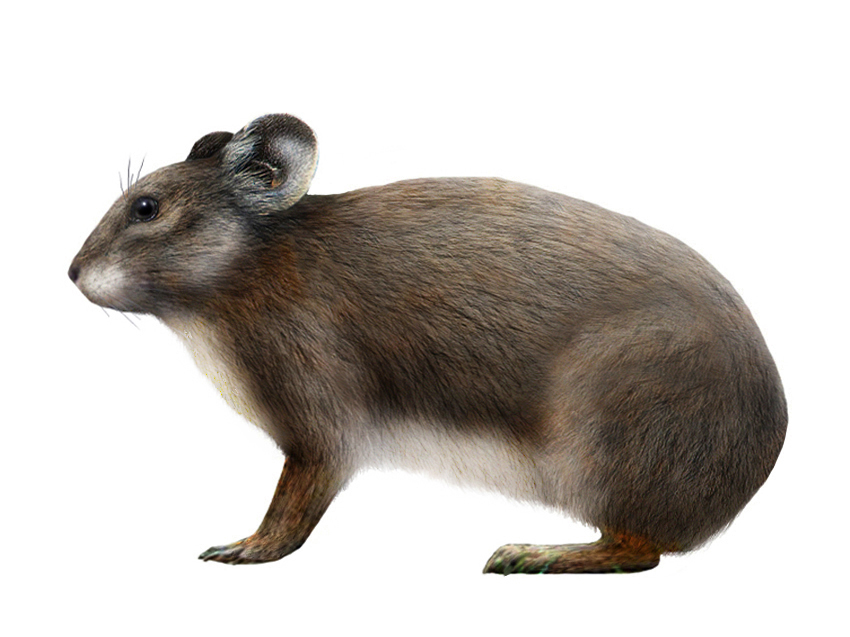
Zeichnerische Rekonstruktion des Sardischen Pfeifhasen

Die Gattung Prolagus besteht aus zahlreichen fossilen Arten. Nur der Sardische Pfeifhase (Prolagus sardus) lebte bis vor wenigen Jahrhunderten auf Sardinien und Korsika. Die letzte Sichtung dieser Art stammt aus dem Jahr 1774 (Smith 2008). Es wird angenommen, dass sie aufgrund der Lebensraumzerstörung und der Einführung fremder Arten (Neozoen) auf den Inseln ausgestorben ist.
Beschriebene Arten der Gattung sind:
- Prolagus aeningensis
- Prolagus aguilari
- Prolagus apricenicus
- Prolagus crusafonti
- Prolagus fortis
- Prolagus imperialis
- Prolagus italicus
- Prolagus major
- Prolagus michauxi
- Prolagus oeningensis
- Prolagus osmolskae[4]
- Prolagus praevasconiensis
- Sardischer Pfeifhase (Prolagus sardus)
- Prolagus schnaitheimensis
- Prolagus sorbinii
- Prolagus tobieni
- Prolagus vasconiensis

## Belege
1. ↑  Don E. Wilson & DeeAnn M. Reeder (Hrsg.): Prolagus in Mammal Species of the World. A Taxonomic and Geographic Reference (3rd ed).
2. ↑  Angelone, C.: Messinian Prolagus (Lagomorpha, Mammalia) of Italy. In: Messinian Online. 2004, archiviert vom Original am 9. Dezember 2012; abgerufen am 14. Januar 2008.
3. ↑  Prolagus sardus in der Roten Liste gefährdeter Arten der IUCN 2012.2. Eingestellt von: Andrew T. Smith, C. H. Johnston, 2008. Abgerufen am 30. Dezember 2012.
4. ↑  Łucja Fostowicz-Frelik: A new species of Pliocene Prolagus (Lagomorpha: Ochotonidae) from Poland is the northernmost record of the genus. In: Journal of Vertebrate Paleontology. Bd. 30, Nr. 2, 2010, ISSN 0272-4634, S. 609–612, JSTOR:40666181.